# Processos colaborativos peer-to-peer

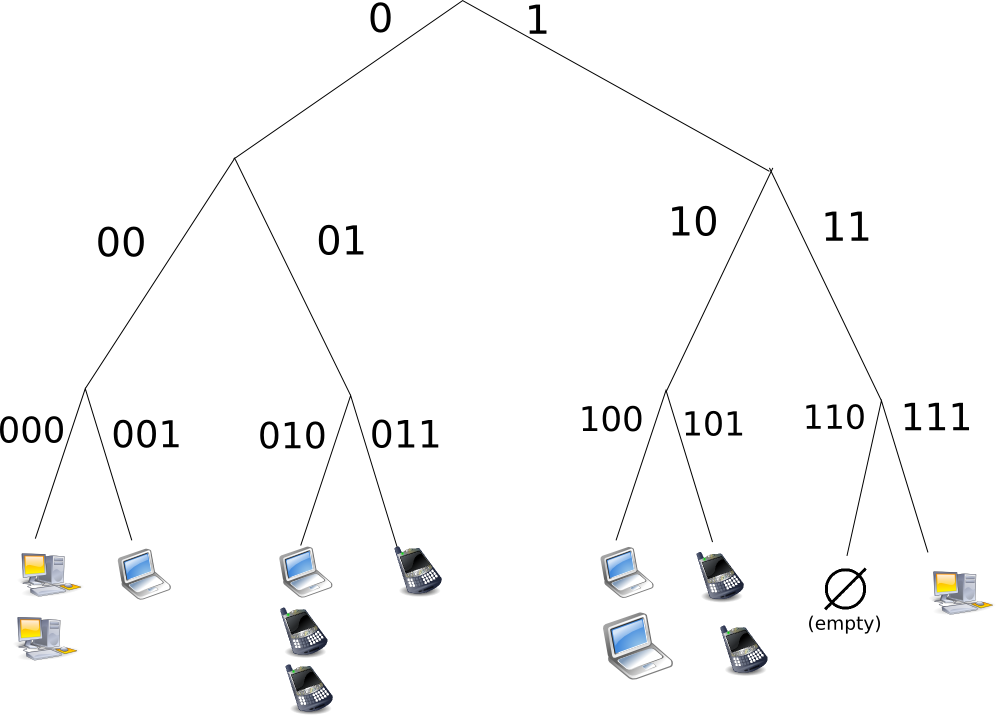

Processos colaborativos peer-to-peer são interações sociais com uma dinâmica peer-to-peer. Os participantes (peers) podem ser humanos ou computadores. Peer-to-peer (P2P) é um termo originário do conceito computacional da arquitetura de aplicativo de distribuição computacional "P2P", que compartilha tarefas e cargas de trabalhos entre inúmeros participantes. Essa estrutura de aplicativo se popularizou através de sistemas de compartilhamento de arquivos como Napster, o primeiro de seu tipo, no final da década de 1990.
O conceito inspirou novas estruturas e filosofias em várias áreas da atividade humana. A dinâmica humana do P2P oferece um olhar crítico às estruturas dos atuais sistemas sociais autoritários e centralizados. O modelo peer-to-peer representa ainda uma alternativa política e social para aqueles que acreditam que ele seja superior aos modelos tradicionais.

## Definição
P2P é uma forma específica de dinâmica relacional, baseada na suposta equipotência de seus participantes. Ela é organizada através da cooperação livre de colaboradores em prol da performance de uma tarefa comum ou para a criação de um bem comum. Na P2P, as formas de tomada de decisão e a autonomia dos participantes são amplamente distribuídas ao longo da rede.
Existem vários aspectos fundamentais nos processos P2P:
- Produção participativa (Peer Production) - a produção colaborativa é aberta à participação e consumo do mais amplo número de pessoas possível (como definido por Yochai Benkler, em seu ensaio "Coase's Penguin");[2]
- Governo participativo (Peer Governance) - A produção ou o projeto são governados pela própria comunidade de produtores e não por alocação de mercado ou hierarquia corporativa;
- Propriedade participativa (Peer Property) - o valor de uso da propriedade é universalmente acessível; serviços e produtos são distribuídos através de novos modos de propriedade que não são exclusivos, embora reconheçam a autoria individual (exemplo: a Licença Pública GNU ou as licenças Creative Commons).

Como o processo produtivo não é orientado à produção de commodities por valor de troca, a P2P não usa os tradicionais mecanismos de preço e hierarquia corporativa para determinar a alocação de recursos. Isso distingue a P2P de ambos o mercado capitalista (apesar de poder ser embutida nele); e o mercado de produção através de planificação estatal ou corporativa. Como o modo de governança se difere da hierarquia linear tradicional; e como o modo de propriedade difere-se da propriedade privada e da propriedade pública embasada no estado, a P2P gera uma propriedade coletiva que pertence aos seus respectivos produtores, usuários ou até a totalidade da espécie humana. Diferente da propriedade privada, a propriedade participativa é inclusiva ao invés de exclusiva — sua natureza é ter seu direito de posse e domínio compartilhado pela sociedade o máximo possível, ao invés do mínimo.

## Características
Os processos P2P não são desestruturados, mas caracterizados por estruturas dinâmicas e mutáveis que se adaptam às necessidades. Suas regras não derivam de uma autoridade externa, como em sistemas hierarquizados; ao invés disso, são geradas internamente. Não negam a "autoridade", mas apenas a hierarquia forçada e fixa; e portanto, aceitam-na baseada na especialidade, engajamento no projeto, entre outros. A P2P elimina a maioria, senão todas, as barreiras de entrada. O limiar para participação de interessados mantém-se o mais baixo possível. Equipotência significa não haver nenhum filtro formal para entrada de novos participantes, mas sim a própria adesão, participação e prática determinam o nível de especialidade e participação do indivíduo. A comunicação deixa de ser "de cima para baixo" e baseada em regras estritamente definidas de reportação. Ela se baseia em feedback sistêmico integrado no protocolo do sistema cooperativo. A identidade pessoal torna-se parcialmente gerada pela própria contribuição no projeto comum. As características de sistemas P2P vem sendo estudadas por Howard Rheingold em sua publicação "Cooperation Project".
P2P é uma rede, e não uma hierarquia piramidal e linear, embora possa ter alguns de seus elementos; é distribuída, embora por ter elementos de centralização; suas informações e inteligências não estão localizadas em um centro, mas por toda a parte dentro do sistema. Assegurar equipotência significa que sistemas P2P partem da premissa de que "não se sabe onde os recursos necessários deverão ser alocados". Pressupõe-se que ''todos'' podem cooperar; e não estabelece regras prévias que determinem quem pode participar. Espera-se que seus participantes se auto organizem do modo que melhor corresponda às suas especialidades. Equipotência, ou seja, a capacidade de cooperar, pode ser verificada no próprio processo de cooperação. A validação de conhecimento é determinada pelo coletivo através do uso das regras digitais que estiverem embutidas no protocolo base do projeto. A cooperação deve ser livre, não forçada, e baseada na neutralidade. Esses processos existem com a finalidade de produzir algo de modo a permitir a mais ampla participação possível por parte dos interessados. Considerando que os participantes de sistemas hierarquizados estão sujeitos aos desejos dos poucos que controlam a grande maioria, em sistemas P2P os participantes tem acesso e direito de influenciar no todo.

## Infraestrutura
Para facilitar a implementação dos processos P2P, existem cinco requisições:
- A primeira requisição é a existência de uma infraestrutura tecnológica que permita acesso ao capital fixo distribuído. Computadores individuais que, conectados remotamente, componham uma máquina universal capaz de executar qualquer tarefa lógica, são uma forma de capital fixo distribuído disponível à preço baixo à qualquer produtor. A internet, como uma rede ponto a ponto, foi especialmente arquitetada visando a participação de usuários sem o uso obrigatório de um hub. Apesar de não estar totalmente nas mãos de seus participantes, a internet é controlada através de governança distribuída; e fora da hegemonia completa da propriedade privada ou do estado. Mesmo os elementos hierárquicos da internet, como a estrutura de protocolos TCP/IP e do DNS, não impedem a participação livre. Comunicadores virais, ou meshworks, são extensões lógicas da internet. Com essa metodologia, os dispositivos criam suas próprias redes através do uso de capacidade excedente, contornando a necessidade de uma estrutura preexistente. Wireless community networks, Open Spectrum advocacy, file-serving television e outras infraestruturas alternativas de telecomunicação baseadas em meshwork são exemplos dessa tendência.[4]
- O segundo requerimento é um sistema alternativo de comunicação e informação que permita comunicação autônoma entre os agentes colaboradores. A web (em particular a web 2.0 que está em processo de implementação) permite a produção, disseminação e consumo autônomo universal de material escrito, enquanto o desenvolvimento dos sistemas de podcasting e webcasting criam uma infraestrutura alternativa para a criação e publicação audiovisual. A existência de uma infraestrutura como essa permite a produção de conteúdo autônomo que pode ser distribuído sem o intermédio dos meios de publicação e difusão tradicionais.[4]
- O terceiro requerimento é a existência de uma infraestrutura de software para cooperação global autônoma. Um crescente número de ferramentas colaborativas, como blogs e wikis, embutidas em software de redes sociais, facilitam a criação de confiança e capital social, tornando possível a criação de grupos globais que podem produzir valor de uso sem o intermédio da produção e distribuição de empresas ou negócios que visem lucro.[4]
- O quarto requerimento é uma infraestrutura legal que permita a produção de valor de uso e o proteja da apropriação econômica por parte de interesses privados. A GNU General Public License (que proíbe a apropriação do código-fonte de software), a similar Open Source Initiative e algumas versões da licença Creative Commons servem à esses propósitos. Eles permitem a proteção do uso comum do produto em questão e utilizam-se de características virais para se espalharem. GLP e materiais relacionados, por exemplo, garantem que tudo que estiver sob sua licença só pode ser usado em projetos que, por sua vez, também disponibilizem seus códigos modificados em domínio público (mantendo, assim, o ciclo).[4]
- E o quinto requerimento é cultural. A difusão da intelectualidade de massa (ou seja, a distribuição da inteligência humana) e das mudanças associadas nos modos de ser, agir e pensar, têm sido instrumentalizadas para a criação da mentalidade de cooperatividade necessária para sustentar a ética que permite a existência de projetos P2P.[4]

## Na economia

### Capitalismo
Existem dois importantes aspectos onde pode ocorrer o desenvolvimento da dinâmica P2P na esfera econômica. De um lado, como um formato de produção participativa, vem emergindo como um "terceiro modo de produção" baseado na cooperação de agentes autônomos. De fato, se o primeiro modo for o capitalismo laissez-faire e o segundo modo for a economia comandada, então o terceiro modo não se caracterizaria pela busca por lucro nem pela alocação de recursos centralmente planificada. Ao invés disso, a alocação de recursos não utilizaria mecanismos de precificação ou comandos gerenciais, mas sim relações sociais. Produção participativa já representa uma parte significativa da atual economia, mesmo não sendo tão divulgada na literatura economista.
Apesar das diferenças significantes, o mercado capitalista e a dinâmica P2P são altamente interconectados. No atual contexto, o P2P depende do mercado e o mercado depende dele. A dinâmica P2P já produz valor de uso na maior parte das produções imateriais, sem prover diretamente receita para seus produtores. Os participantes não podem viver de produção participativa, embora possam obter significado e valor dela.
O mercado e o capitalismo também são dependentes do P2P. O capitalismo se tornou um sistema baseado em redes distribuídas, em particular na infraestrutura P2P em computação e comunicação. A produtividade é altamente baseada no trabalho de equipe cooperativo, muitos dos quais organizados de maneiras derivadas do modelo de governança de produção participativa. O apoio dado por grandes empresas de TI ao desenvolvimento open source é inclusive um testemunho do uso derivado dos novos regimes de propriedade coletiva. O modelo de negócios geral parece ser o mesmo usado na infraestrutura P2P; e cria mais-valia através de serviços, que podem ser comercializados como valor de troca. A maior parte das empresas com fins lucrativos utilizam-se de implementações parciais de P2P. A Amazon se estruturou a partir das avaliações de seus usuários; o eBay reside numa plataforma de leilões mundialmente distribuídos; e plataformas de busca como Google e redes sociais como Facebook são constituídas por conteúdo gerado pelo usuário. A criação de valores atualmente não se limita às empresas, mas sim à massa intelectual dos trabalhadores, que através de suas experiências e conexões durante a vida, constantemente inovam dentro e fora das empresas. Mais recentemente, na última década, trocas P2P têm se tornado ainda mais predominante na chamada economia de troca, também chamada de "economia acessiva" ou "economia de troca participativa" Novos negócios, como por exemplo o Uber, Lyft e Airbnb são todos baseados em trocas físicas participativas. Alguns analistas estimam que essa economia de troca chegará a abranger $335 bilhões até 2025.
Sistemas P2P contribuem para formas mais específicas de capitalismo. O uso massivo de Free & Open Source Software nos negócios, apoiado por capital de investimentos e grandes empresas de tecnologia como IBM, está criando uma plataforma de distribuição de software que vai entrecortar drasticamente as rendas monopolistas desfrutadas por empresas como Microsoft e Oracle, enquanto Skype e VoIP deverão redistribuir drasticamente a infraestrutura de telecomunicação. Mais que isso, nota-se uma tendência à um modelo de negócios que está "além" de produtos, focando em serviços associados com o modelo de software free e open source. As indústrias vêm gradualmente se transformando, de modo a incorporar inovações geradas pelos usuários; e um novo intermédio ainda deverá ocorrer em mídias geradas por este. Vários profissionais de áreas de informação e conhecimento vêm optando por caminhos não corporativos e se tornando pequenos empreendedores, baseando-se numa crescente e sofisticada infraestrutura participativa.

### Economia de mercado
Sistemas P2P sociais são diferentes de economia de mercado: nem precificação de mercado nem comando marginal são requeridos pelos processos P2P de tomada de decisão sobre a alocação de recursos. Existem ainda outras diferenças:
- A economia de mercado é similar à inteligência de enxame dos insetos. Existem agentes autônomos num ambiente distribuído, mas cada indivíduo busca apenas seu próprio benefício imediato;[4]
- Mercados são baseados em cooperação "neutra" e não em cooperação sinérgica: nenhuma norma de reciprocidade é criada;[4]
- Mercados operam na produção e troca de valores a fim de gerar lucro, e não na produção para o uso;
- Enquanto o P2P mira na participação total, os mercados apenas preenchem as necessidades daqueles com poder de compra.

Os mercados não funcionam bem para necessidades comuns que não envolvam pagamento direto, segurança nacional, vigilância, educação e saúde pública. E além disso, ainda falham em considerar externalidades negativas (os custos sociais e ambientais; e futuras gerações).

### Sistema econômico P2P
Na Política Econômica de Produção Participativa, Bauwens descreve o fenômeno P2P como uma alternativa emergente à sociedade capitalista. A economia P2P pode ser vista como uma crescente ou já existente extensão para fora da esfera da produção de software livre e de código aberto; e de outros bens não materiais. Produção participativa habilita efetivamente a cooperação livre entre produtores, que dispõem de acesso aos seus próprios meios de produção; e ao resultado de valor de uso dos projetos, superam suas contrapartes tradicionais com fins lucrativos.
Historicamente, embora forças de maior produtividade possam ser temporariamente embutidas no antigo sistema produtivo, elas acabam levando a profundas convulsões e revisões da política econômica. O surgimento dos modos capitalistas de dentro do sistema feudal é um caso em questão. Isso é particularmente significativo porque os principais setores econômicos com fins lucrativos estão deliberadamente desacelerando o crescimento produtivo (através de monopólios e patentes) e tentando criminalizar as produções P2P e práticas de troca.

## Na política

### Governança
Os governos dos países são compostos por grupos restritos e privilegiados de indivíduos, que monopolizam o processo político de debate e tomada de decisões. Sua função é garantir o exercício das leis vigentes, legislar novas e arbitrar conflitos através de seu monopólio sobre o uso da violência. Uma forma de aplicação da dinâmica P2P na legislação, por exemplo, pode ser sua abertura aos cidadãos em geral através da governança aberta, permitindo um desenvolvimento político que se beneficie da sabedoria coletiva do povo como um todo.
Michel Bauwens afirmou que a sociedade não é um grupo de pessoas em consenso mas, ao invés disso, uma estrutura descentralizada de grupos competitivos; e a democracia representativa não pode ser inteiramente substituída pelo governo participativo.
Projetos participativos que evoluem além de uma certa escala e começam a encarar decisões sobre escassez de recursos, provavelmente irão adotar algum mecanismo representativo. Representatividade e processo burocrático de tomada de decisão, podem e irão, em alguns lugares, ser substituídos por redes de governança global, que deverão ser autogeridas em larga escala, mas de qualquer modo, irão e deverão incorporar mais e mais o modelo de multistakeholder (democracia eletrônica colaborativa), que se esforça para conseguir incluir todos os grupos que podem ser afetados. Esse modelo de parceria baseado em grupos é diferente, porém relacionado, ao modelo de governo participativo, pois partilham da mesma ética e paradigma.

### Movimentos open source
Vários movimentos estão tomando o formato organizacional P2P, como o movimento de altermundialismo e o movimento okupa. Esses movimentos veem a si próprios como uma rede de redes, que combinam os participantes de uma grande variedade de ramos e opiniões, que apesar do fato de não necessariamente concordarem em tudo, conseguem se unir em torno de uma plataforma comum de ação a respeito de certos eventos-chave.
São capazes de mobilizar vastos números de pessoas de todos os continentes, sem ter à sua disposição qualquer mecanismo de mídia tradicional, como televisão, rádio ou jornal. Em vez disso, eles dependem praticamente de modo exclusivo das tecnologias P2P descritas acima. Assim, a internet é usada para comunicação e aprendizado numa base contínua, tanto antes quanto durante as mobilizações.
Plataformas de mídia independente na internet, como o Indymedia; bem como o uso de telefones celulares; e até algumas vezes, softwares livres desenvolvidos especialmente para ativismo político (como o TextMob) são usados para uma gestão responsiva em tempo real.
Muitos relatos têm surgido a respeito do sucesso do SMS em organizar protestos e "revoluções democráticas". O modelo de rede permite uma organização mais fluída, que não fixa nenhum grupo ou indivíduo em posições permanentes. Varias coalizões temporárias são criadas na base da necessidade para cada questão.

## Contribuidores notáveis
A seguir, segue uma lista de indivíduos que contribuíram para o paradigma P2P.

#### Negócios e economia
- Eric Von Hippel, autor de The Democratisation of Innovation, sobre comunidades de inovação de usuários;
- Pekka Himanen, por sua análise da nova cultura de trabalho em Hacker Ethics;
- Peter Drucker, autor de Concept of the Corporation, pelo termo "descentralização federal";
- Michel Bauwens, cofundador e principal ativista da P2P Foundation;
- Elinor Ostrom, por seu trabalho no Common Pool Resources (CPR);
- Rachel Botsman, por coescrever What's Mine Is Yours: The Rise of Collaborative Consumption.

#### Cultura
- Lawrence Lessig, por criar as licenças Creative Commons e defender a Livre Cultura dos abusos e invasões das excessivas restrições da propriedade intelectual;
- Jimmy Wales, fundador da Wikipedia;
- Dan Gillmor, por sua luta pelo jornalismo cidadão;
- Mark Pesce, por sua campanha em prol de infraestruturas alternativas de comunicação e informação;
- Howard Rheingold, por seus livros sobre a socialidade emergente no mundo online, como Virtual Communities e Smart Mobs.

#### Filosofia e espiritualidade
- John Heron, fundador de técnicas de investigação cooperativa no campo da espiritualidade;
- Jorge Ferrer, autor de Revisioning Transpersonal Psychology, uma análise estendida no desenvolvimento da espiritualidade participativa;
- Henryk Skolimowski, autor de The Participatory Mind;
- David Skrbina, autor da história da Visão de Mundo participativa;
- Gilles Deleuze e Félix Guattari, por suas visões antecipadas do futuro "rhizomatico".

#### Política
- McKenzie Wark, autor de uma análise de classe da era da informação; e sua hipótese da classe vetorialista (proprietários dos vetores de informação) em seu livro A Hacker Manifesto (2004);
- Toni Negri e Michael Hardt, por suas análises de multitude em Empire e Multitude;
- John Holloway, autor de Revolution without Power;
- David Bollier, defensor do Commons;
- Alexander Galloway, por desvendar a importância do protocolo como forma de poder, em seu livro Protocol (2003);
- Eben Moglen, fundador do Software Freedom Law Center.

#### Ciência
- Yochai Benkler, por seus estudos sobre Produção colaborativa baseada em recursos comuns.

#### Tecnologia
- Vint Cerf - "pai" da internet;
- Richard Stallman, fundador do movimento social Free Software movement;
- Eric Raymond, fundador da Iniciativa Open Source;
- Irene Greif, por sua definição de uma semântica operacional para o actor model em 1975;[10]
- Robin Chase, por seu trabalho no Buzzcar;
- Juliana Rotich, por seu trabalho no Ushahidi.